# Michel Lesturgeon
Michel Lesturgeon es un deportista francés que compitió en judo. Ganó dos medallas de bronce en el Campeonato Europeo de Judo, en los años 1962 y 1964.

## Palmarés internacional
| Campeonato Europeo | Campeonato Europeo    | Campeonato Europeo | Campeonato Europeo |
| Año                | Lugar                 | Medalla            | Categoría          |
| ------------------ | --------------------- | ------------------ | ------------------ |
| 1962               | Essen (RFA)           | Medalla de bronce  | –68 kg (A)         |
| 1964               | Berlín Oriental (RDA) | Medalla de bronce  | –68 kg             |